# 폴란드 임시정부
폴란드 임시정부(폴란드어: Rząd Tymczasowy Rzeczypospolitej Polskiej 종드 팀치아스오비 제치포스폴리테이 폴스키[*]→폴란드 공화국 임시 정부)는 1944년 12월 31일 밤 인민평의회에 의해 성립되었다.

## 배경
폴란드 임시정부는 이전 정부 기구인 폴란드 민족 해방 위원회를 대신하여 만들어졌다. 루블린에 위치했기 때문에 폴란드 민족 해방 위원회는 루블린 위원회로도 알려져 있다. 폴란드 임시정부의 설립은 폴란드 노동자당과 소련의 폴란드 지배를 강화하는 중요한 단계였다.

## 같이 보기
- 폴란드 민족 해방 위원회
- 국민통일임시정부
- 폴란드 인민군
- 폴란드 망명 정부